# Visalibons
Visalibons és un poble catalanoparlant de la comarca aragonesa de la Ribagorça, a la Franja de Ponent. Pertany al municipi de Tor-la-ribera. Està situat prop del riu Isàvena, al SE del massís del Turbó.
Durant el segle xix depengué de l'antic terme de Vilacarle, el qual es deia Vilacarle i Santanulla.
L'església està dedicada a Santa Maria.
En el cens de l'any 1554 apareixen 10 cases. L'any 1980 havia 27 habitants; en 1991, 7; l'any 2006 tenia 16 habitants i actualment 14.

## Ermita de Sant Sadurní
Prop del poble de Visalibons, a 1.163 metres d'altitud, trobem l'ermita de Sant Sadurní. Va ser restaurada pel Govern d'Aragó entre els anys 1992 i 1995.

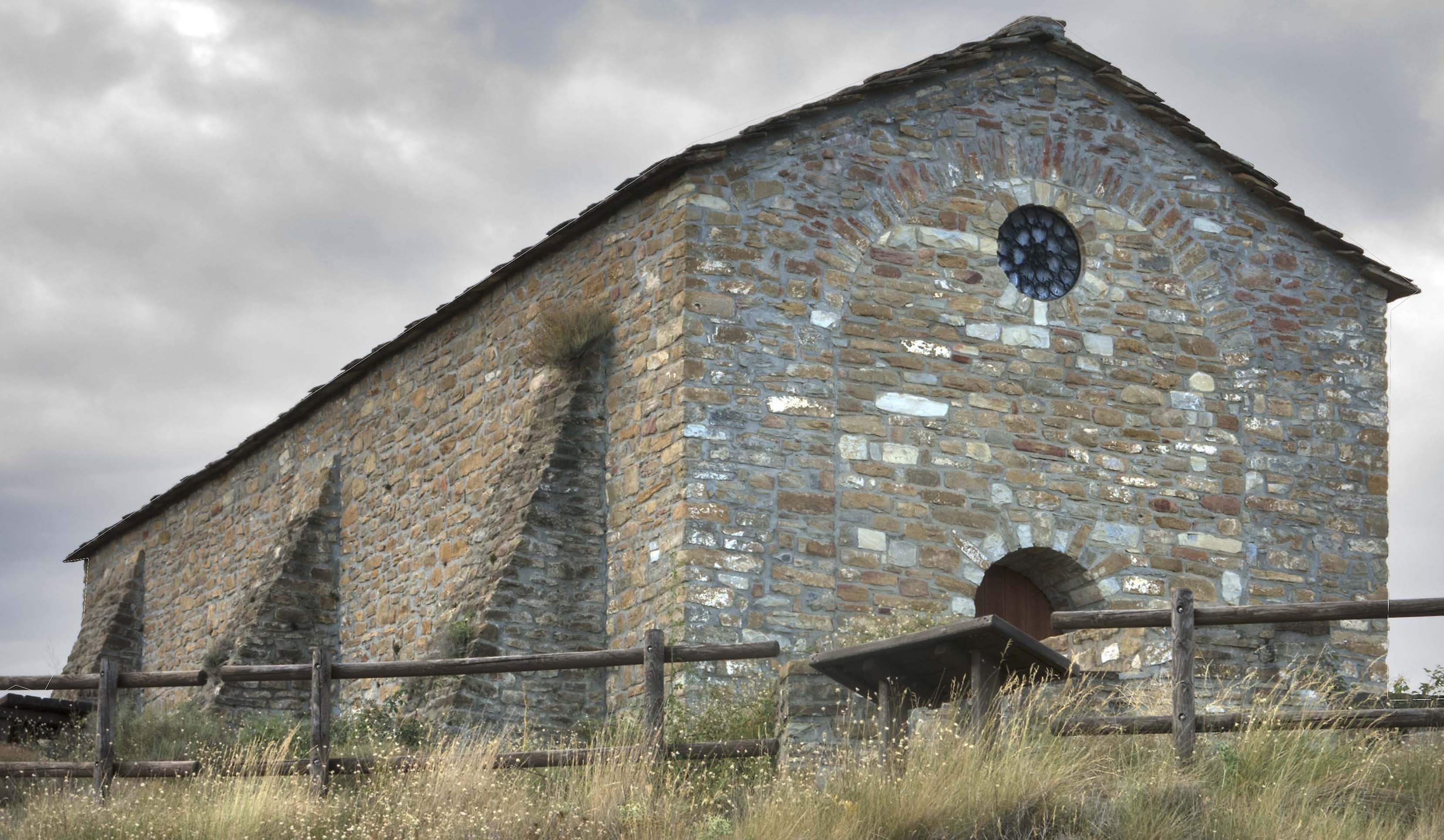
Ermita de Sant Sadurní (Visalibons)